# Epifânio (irmão de Lucas)
Epifânio (em grego medieval: Ἐπιφάνιος; romaniz.: Epiphanios) foi nobre bizantino dos séculos IX e X. Nascido em Castório, na Beócia, após 890 era filho Eufrósine e Estêvão e irmão de Teodoro, Maria, Cale, Lucas e dois jovens de nome incerto. Em data desconhecida, tornou-se monge e já estava morto à época da confecção da vida de seu irmão Lucas.